# لمياء بنت ماجد بن سعود آل سعود
لمياء بنت ماجد بن سعود بن عبد العزيز آل سعود روائية سعودية، وأول سفيرة للنوايا الحسنة لبرنامج الأمم المتحدة للمستوطنات البشرية في الدول العربية.
حصلت على بكالوريوس في التسويق الإعلاني والعلاقات العامة والصحافة من جامعة مصر الدولية بالقاهرة عام 2001م. أسّست وأدارت شركة “صدى العرب للنشر”، وأصدرت ثلاث مطبوعات باللغتين العربية والإنجليزية. الأمين العام لمؤسسة الوليد الإنسانية وعضو مجلس الأمناء. حصلت على جائزة صناع التغيير في مؤتمر منظمة أيد آند تريد في 11 مايو 2017 نظير جهودها في العمل الإنساني. عُينت الأميرة لمياء بنت ماجد آل سعود، كأول سفيرة للنوايا الحسنة وذلك في 16/6/1441 هـ الموافق 10/2/2020م لبرنامج الأمم المتحدة للمستوطنات البشرية (موئل الأمم المتحدة) في الدول العربية؛ وذلك بسبب قيادتها للعديد من المبادرات العالمية لدعم المحتاجين.

## الحياة الاسرية
تزوج والدها الأمير ماجد بن سعود من امرأة مصرية وكانت لاتزال في السنة الجامعية الأولى، وانجبت الاميرة لمياء حيث عاشت الجزء الأكبر من حياتها في مصر، وذكرت ان أكثر شيء تعلمته من والدتها هو المثابرة والإصرار على تحقيق الأهداف.

## مؤلفاتها
- أبناء ودماء: رواية- دار الساقي، 2010م.